# Asperdaphne esperanza
Asperdaphne esperanza is een slakkensoort uit de familie van de Raphitomidae. De wetenschappelijke naam van de soort is voor het eerst geldig gepubliceerd in 1911 door May.